# Attopsis
Genre
Attopsis est un genre fossile de fourmis de la sous-famille des formicidés Formicinae.

## Liste d'espèces
Alors qu'il contenait autrefois quatre espèces, le genre n'en compte plus que deux :
- Attopsis longipennis Heer, 1849 - espèce type
- Attopsis longipes Heer, 1867

## Classification
Le genre Attopsis est créé en 1849 par le paléontologue suisse Oswald Heer (1809-1883),.

### Historique
Lorsqu'il a été défini, le genre Attopsis se basait sur un groupe de dix-huit fourmis fossiles distinctes, qui ont été conservées sous forme de fossiles de compression dans la roche sédimentaire de la région de Radoboj de l'actuelle Croatie. Les dépôts sont le résultat de la sédimentation dans un bassin maritime intérieur, peut-être un environnement lagunaire peu profond, au cours du Burdigalien du Miocène inférieur. Avec Attopsis, un assemblage diversifié de plusieurs centaines d'espèces d'insectes a été préservé dans les sédiments, ainsi que des poissons et des algues. Les empreintes fossiles sont conservées dans des calcaires micrites, ce qui entraîne une préservation de mauvaise qualité des détails fins. Les fossiles d'insectes ont d'abord été étudiés par Oswald Heer, alors professeur à l'Université de Zürich, qui a placé les fossiles dans le nouveau genre Attopsis, défini sur la structuration perçue du pétiole comme ayant deux segments et la nervation de l'aile ayant une cellule mcu ouverte. Outre A. longipennis, Heer a décrit trois autres espèces, A. anthracina, A. longipes et A. nigra. 

### Redescription de 2014
Le genre et de nombreux spécimens types ont été réexaminés et redécrits en 2014 par les paléoentomologistes Gennady Dlussky et Tatyana Putyatina, qui ont déterminé que seul le spécimen type d'A. longipennis correspondait à une description révisée du genre, tandis que tous les autres fossiles des quatre espèces étaient redécrits comme membres de genres différents. Cette révision a abouti à une seule espèce à Attopsis. Les spécimens types d'A. anthracina, A. longipes et A. nigra correspondent à la description des mâles de l'espèce Oecophylla obesa, et Dlussky et Putyatina ont désigné les trois espèces comme synonymes juniors d'O. obesa.
Malgré tout, selon Paleobiology Database en 2023, l'espèce Attopsis longipes Heer, 1867 est toujours référencée

### Cladogramme
Cladogramme selon Catalogue of Life :
| Attopsis | \| \| Attopsis longipennis \| \| \| \| \| \| Attopsis longipes \| \| \| \| |
|          | \| \| Attopsis longipennis \| \| \| \| \| \| Attopsis longipes \| \| \| \| |
|          | Attopsis longipennis                                                       |
|          |                                                                            |
|          | Attopsis longipes                                                          |
|          |                                                                            |

### Publication originale
- [1849] (de) Oswald Heer, Die Insektenfauna der Tertiärgebilde von Oeningen und von Radoboj in Croatien. Zweiter Theil: Henschrecken, Florfliegen, Aderflügler, Schmetterlinge und Fliegen, 1849, 1-264 p.